# L'orso di peluche
L'orso di peluche (L'Ours en peluche) è un film del 1994 diretto da Jacques Deray, tratto dal romanzo omonimo di Georges Simenon.

## Trama
Un orsetto di peluche viene recapitato a un ginecologo e donnaiolo che riceve continue minacce di morte per il suo comportamento troppo libero con le donne.